# Рікардо Монтеро
Рікардо Монтеро (ісп. Ricardo Montero, нар. 6 березня 1986 року) — коста-риканський футбольний арбітр.

## Біографія
Став арбітром ФІФА у 2011 році.
Обслуговував матчі Золотого кубка КОНКАКАФ 2015 та 2017 років. У 2016 році був арбітром Столітнього Кубка Америки, де обслуговував зустрічі групового етапу.
У 2018 році рішенням ФІФА обраний головним арбітром для обслуговування матчів чемпіонату світу в Росії,..